# سگا رالی
سگا رالی (به انگلیسی: SEGA Rally Championship) یکی از اولین و پیشگامان بازی‌های ماشین به صورت رالی بوده که در سال ۱۹۹۵ برای Arcade و Sega Saturn تولید شد.
شرکت سگا برای بازی‌های خود تبلیغات خوبی می‌گیرد. در اکثر بازی‌های ورزشی که توسط Sega's Sports (AM۵) تولید می‌شود، تبلیغات شرکت‌های بزرگی را می‌توان یافت. یکی از این بازی‌ها و از پیشگامان درآمد زایی در بازی‌ها، سگا رالی است که در آن هم تبلیغ دو نوع ماشین Toyota Celica و Lancia Delta دیده می‌شود، هم تبلیغات روغن موتور کاسترول.
این بازی در زمانی که برای Arcade و سپس سگا ساترن، ارائه شد توانست توجه بسیاری را به خود جلب کند و با توجه به استقبال خوبی که از آن شد، سگا این عنوان را در دریمکست و دستگاه‌های بعدی نیز ادامه داد.